# Валя-Риулуй
Валя-Риулуй (рум. Valea Râului) — село у повіті Вилча в Румунії. Входить до складу комуни Галіча.
Село розташоване на відстані 151 км на захід від Бухареста, 19 км на південь від Римніку-Вилчі, 79 км на північний схід від Крайови, 128 км на південний захід від Брашова.

## Населення
За даними перепису населення 2002 року у селі проживали 474 особи, усі — румуни. Усі жителі села рідною мовою назвали румунську.